# رندل (مینه‌سوتا)
رندل، مینه‌سوتا (به انگلیسی: Randall, Minnesota) یک شهر در ایالات متحده آمریکا است که در شهرستان موریسون، مینه‌سوتا واقع شده‌است.

## خصوصیات
رندل ۵٫۳۱ کیلومترمربع مساحت و ۶۵۰ نفر جمعیت دارد و ۳۶۳ متر بالاتر از سطح دریا واقع شده‌است.